# Confraria de Pescadors Sant Pere de Calafell
La Confraria de Pescadors Sant Pere de Calafell és un edifici de planta rectangular, d'una sola planta i coberta plana, amb la façana principal que dona a l'avinguda de Sant Joan de Déu i la posterior a la platja al terme de Calafell (Baix Penedès). A l'edifici originari es van adossar posteriorment diversos cossos. Un al costat nord-oest, amb coberta de teula aràbiga de tres aiguavessos, i dos a la banda de la platja; un amb coberta plana i l'altre amb coberta d'un aiguavés de fibrociment. Al del costat sud-est, que es va construir l'any 1969, hi ha la llar del pescador jubilat. Exteriorment, l'edifici té una composició molt senzilla. Els únics elements formals són un sòcol, un llistell i una cornisa. Els paraments de façana són arrebossats i pintats de color blanc i blau. A la façana principal hi ha un plafó de rajoles, col·locat recentment, amb la representació de Sant Pere. Al cos de la banda nord-oest hi ha la màquina per arrossegar les barques. El sistema constructiu emprat és de tipus tradicional amb murs de càrrega i sostres unidireccionals. Els murs són de maó massís i totxana perforada units amb morter.